# SMS Habsburg
Az SMS Habsburg az Osztrák–Magyar Monarchia egyik Habsburg-osztályú pre-dreadnought csatahajója (Schlachtschiff) volt. A hajó az osztrák császári családról, a Habsburg-házról kapta nevét. Az első világháborút követően a hajó Angliába került, akik továbbadták Olaszországnak.
A hajó építését 1899. március 13-án kezdték a trieszti Stabilimento Tecnico hajógyárban. Vízrebocsátására 1900. szeptember 9-én, befejezésére pedig 1902-ben került sor.
Az első világháború alatt a Habsburg az Osztrák–Magyar Monarchia haditengerészetének negyedik csatahajó hadosztályában szolgált, így 1915. május 24-én részt vett az egyik legfontosabb olasz kikötő, Ancona ágyúzásában is. Mivel az Otrantói-szorost az Antant-hatalmak tartották kezükben, az Osztrák-Magyar flotta gyakorlatilag be volt zárva az Adriai-tengerre. Mindamellett a hajók jelenléte komoly Antant-haderőt kötött le.
1917 szeptemberében iskolahajónak minősítették vissza, aktív szolgálatot ezt követően már nem látott el. A háború után az angolok kapták meg, de ők továbbadták Olaszországnak. Ott bontották le 1921-ben.

## Külső hivatkozások
- SMS Habsburg a Naval History honlapján (angolul)